# Carlos Vázquez Oldenbourg
Carlos Luis Vázquez Oldenbourg es un político mexicano, nació en la ciudad de Colima el 15 de mayo de 1947, siendo fundador y miembro del partido del estado de Colima, Asociación por la Democracia Colimense. Fue dos veces alcalde de la capital del estado de Colima en los periodos de 1983 a 1985 y en 1998; primero por el Partido Revolucionario Institucional y después por el Partido de la Revolución Democrática, convirtiéndose en el primer presidente municipal de Colima por este último partido. En el 2001 forma el partido de Asociación por la Democracia Colimense y durante las elecciones estatales de Colima en el 2003 compite para gobernador del estado de Colima. Participó activamente en las acciones de resistencia del político perredista Andrés Manuel López Obrador al ser nombrado al candidato del PAN como presidente de México. A pesar de haber sido un probable candidato del PRD a la gubernatura estatal, Vázquez Oldenbourg se sumó al PAN para ser postulado como candidato a diputado local por el tercer distrito electoral, sin embargo perdió frente a Federico Rangel Lozano. 